# Portada/efemèride febrer 7
Emily Loizeau
« 6 de febrer · 7 de febrer · 8 de febrer »